# Conflictul Arabo-Israelian
Conflictul arabo-israelian (în arabă الصراع العربي الإسرائيلي‎, transliterat: Al-Sura'a Al'Arabi A'Israiliarabă, în ebraică הסכסוך הישראלי-ערבי‎, transliterat: Ha'Sikhsukh Ha'Yisraeli-Aravi) se referă la tensiunile politice și ostilitățile deschise între popoarele arabe și comunitatea evreiască din Orientul Mijlociu.

### Războaie înOrientul Mijlociu
- Războiul Arabo-Israelian din 1948 („Războiul de independență” al Israelului; ,מלחמת הקוממיות, מלחמת השחרור, מלחמת העצמאות)
- Criza Suezului (1956), „Războiul Suezului”, „Operațiunea Kadesh” (în ebraică מבצע קדש או מלחמת סיני)
- Războiul de Șase Zile (מלחמת ששת הימים)
- Războiul de Uzură (1967 - 1970) (מלחמת ההתשה)
- Războiul de Yom Kipur מלחמת יום כיפור
- Războiul din Liban din 1982 „Operațiunea Pace pentru Galileea" (în ebraică מבצע שלום הגליל‎‎)
- Războiul din Golf מלחמת המפרץ
- Intifada el-Akța אירועי גאות ושפל
- Conflictul israeliano-palestinian
- Conflictul dintre Israel și Fâșia Gaza